# Kurzzehen-Kleibervanga
Der Kurzzehen-Kleibervanga (Hypositta perdita) ist ein heute ungültiges Vogeltaxon, das 1996 vom deutschen Ornithologen Dieter Stefan Peters vom Forschungsinstitut Senckenberg in Frankfurt am Main anhand zweier flügger juveniler Vögel beschrieben und der Familie der Familie der Vangawürger (Vangidae) zugeordnet wurde. 1931 wurden die beiden Exemplare vom Schweizer Naturforscher Hans Bluntschli in einem Waldgebiet nahe Eminiminy nördlich der Stadt Tolagnaro in Madagaskar gesammelt.

## Merkmale
Die Zehen, insbesondere die Hinterzehen, sind kürzer als beim Kleibervanga (Hypositta corallirostris). Die Morphologie der Zehen legt deshalb die Vermutung nahe, dass der Kurzzehen-Kleibervanga nicht so sehr aufs Klettern spezialisiert war wie sein Verwandter.

## Lebensraum
Der Lebensraum – Primärwälder und Buschland – ist durch Brandrodung stark verändert worden. Bei einer Suchexpedition im Andohahela Nationalpark, in dem sich das Waldgebiet Eminiminy befindet, wurden 1995 nur Exemplare des Kleibervangas beobachtet.

## Systematik
In der letzten Zeit kamen Studien, unter anderem durch Steven M. Goodman, zu dem Schluss, dass Hypositta perdita kein valides Taxon darstellt, sondern dass die beiden juvenilen Vögel abnormale Exemplare des Kleibervangas repräsentieren. Durch eine genetische Analyse aus dem Jahr 2013, an der unter anderem der dänische Ornithologe Jon Fjeldså und der deutsche Paläozoologe Gerald Mayr beteiligt waren, wurde festgestellt, dass es sich bei den beiden Exemplaren um ein noch nicht beschriebenes Jugendkleid des Weißkehlfoditanys (Oxylabes madagascariensis) aus der Familie Bernieridae handelt. 2012 wurde das Taxon von der Liste der validen Vogeltaxa des IOC entfernt.